# Macropsis ater
Macropsis ater är en insektsart som beskrevs av Huang och Viaktamath 1993. Macropsis ater ingår i släktet Macropsis och familjen dvärgstritar. Inga underarter finns listade i Catalogue of Life.